# Hydrocotyle bonariensis
Hydrocotyle bonariensis är en växtart i släktet Hydrocotyle och familjen araliaväxter. Den beskrevs av Philibert Commerson och Jean-Baptiste de Lamarck 1798.
Arten är en halvbuske som förekommer naturligt i tropiska och subtropiska Amerika, men den har med människans hjälp spridits till Afrika och Europa. Den har använts som medicinalväxt och som matväxt.